# フーバーダム
フーバーダム（英語: Hoover Dam）は、アメリカ合衆国のネバダ州とアリゾナ州の境界のコロラド川ブラック峡谷にあるコンクリート製重力式アーチダムである。世界恐慌の最中の1931年から1936年にかけて建設され、1935年9月30日にアメリカ合衆国大統領フランクリン・ルーズベルト臨席で開所された。建設は数千人に及ぶ労働者の努力の結果で、100人以上が殉職した。建設中に議会が制定した法律では、ダムのことを前任大統領のハーバート・フーヴァーにちなんでフーバーダムと呼んでいたが、ルーズベルト政権はボールダーダム（ボルダーダム、Boulder Dam）と命名した。ルーズベルト死去後の1947年に議会がフーバーダムの名前に戻した。
1900年前後から、ブラック峡谷および近隣のボールダー峡谷で、洪水調節・灌漑用水の供給・水力発電の目的のダム建設の可能性が調査されてきた。1928年に議会がこのプロジェクトを認可した。ダム建設工事を落札したのは、シックス・カンパニーズと呼ばれる共同企業体で、1931年初めに建設が開始された。このような大規模なコンクリート構造物はこれまでに建設されたことがなく、建設に用いられた技術の中には未検証のものもあった。灼熱の夏の気候や建設現場付近の設備の欠如も建設の妨げとなった。こうした状況にもかかわらず、当初の工期を2年以上繰り上げて1936年3月1日にシックス・カンパニーズは連邦政府にダムを引き渡した。
フーバーダムはミード湖を形成しており、ボールダーシティというもともと建設労働者のために造られた都市に近く、ネバダ州ラスベガスから約48キロメートル南東に位置している。ダムの発電設備は、ネバダ州・アリゾナ州・カリフォルニア州の官民の施設に電力を供給している。フーバーダムは大きな観光地ともなっており、年間700万人ほどの観光客が訪れる。交通量の多い国道93号線が2010年10月までダムの天端を通過していたが、マイク・オキャラハン-パット・ティルマン記念橋が開通して置き換えられた。

## 背景

### 資源探査

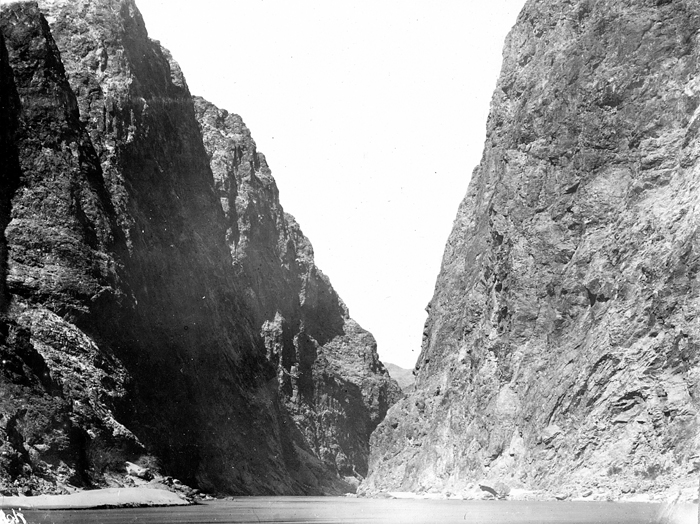
のちにダムサイトとなる場所の川、1904年頃

アメリカ合衆国が南西部を開拓していく際に、コロラド川は灌漑用水の供給源になりうるとみられていた。灌漑目的で川の流れを変える最初の試みとして、1890年代末に土地投機家のウィリアム・ビーティは、メキシコ国境のすぐ北にアラモ運河を建設した。運河はメキシコ領内へ入り込み、ビーティがインペリアル峡谷と名付けた荒れた地域に流れ込む。アラモ運河からの水により、峡谷に大規模な入植が可能となったが、運河を運営するのは高くつくことが分かった。壊滅的な破損によりコロラド川の水がソルトン湖に流れ込むようになり、サザン・パシフィック鉄道は1906年から1907年にかけて300万ドルを投じて水路を安定化しようとしたが、この費用は連邦政府から後で払い戻されると期待していたものの、実際は払われなかった。水路が安定化された後も、国境のメキシコ側の土地所有者との絶え間ない紛争により、それは満足のいくものとはならなかった。
送電の技術が改良されるにつれて、コロラド川下流域は水力発電の可能性が検討されるようになった。ロサンゼルス・エジソン電力は1902年に、コロラド川に高さ40フィート（約12メートル）のロックダムを建設して10,000馬力（7,500キロワット）を発電できると期待して川の調査を行った。しかし電流戦争の時代、電力の送電限界は80マイル（130キロメートル）とされており、この範囲内にはほとんど鉱山のみで、わずかな需要者しか存在していなかった。エジソン会社は川に対する自社の権利が失効するに任せることになり、この中には後にフーバーダムを建設することになる場所も含まれていた。
その後、アメリカ合衆国開拓局（当時は Reclamation Service という名であった）はやはりコロラド川下流域をダム建設場所として検討した。長官のアーサー・パウエル・デイビスは、最終的にダムサイトとなる場所の20マイル（32キロメートル）北でダイナマイトを使ってボールダー峡谷の岩壁を破壊し、川に流し込むことを提案した。川が細かいくずを運び去り、残された岩を組み合わせてダムを建設できるとした。数年にわたって検討した後1922年に、未検証の技術に対する疑問と、この方法が実際のところ費用を節約できるかどうか疑問であるとして、開拓局は最終的にこの提案を却下した。

### 計画と協定
1922年に開拓局は、洪水調節と発電目的でコロラド川にダムを建設することを提案する報告書を提示した。この報告書は主にデイビスによって執筆され、内務長官であったアルバート・B・フォールの名前にちなんでフォール＝デイビス報告書と呼ばれた。フォール＝デイビス報告書では、コロラド川の流域がいくつかの州に及んでいること、そして川が最終的にメキシコ領に流れ込むことから、コロラド川の利用を連邦の懸案事項であると述べていた。フォール＝デイビス報告書では「ボールダー峡谷またはその近く」にダムを提案していたものの、開拓局はボールダー峡谷は不適当であると見出した。ボールダー峡谷の建設候補地のうち1か所は断層で分断されており、他の2か所は峡谷があまりに狭く、峡谷の底に建設キャンプを設置する場所や放水路の設置余地がなかった。開拓局はブラック峡谷を調査し、ここが理想的な場所であると見出した。ラスベガスの鉄道終端からダム建設現場の上部まで鉄道を敷設することができる。建設場所は変更されたが、このダムのプロジェクトは「ボールダー峡谷プロジェクト」と引き続き呼ばれることになった。

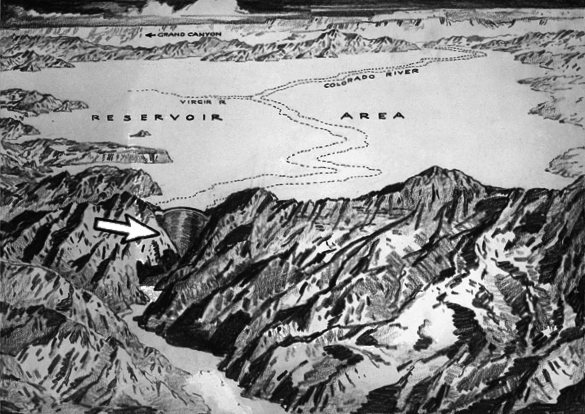
構想されていたダム現場と貯水池のスケッチ、1921年頃

合衆国最高裁判所からは水の割り当てに関しほとんど指示がなく、ダムの提案者たちは絶え間ない訴訟を恐れていた。コロラド州の弁護士デルフ・カーペンターは、川の流域に含まれる7州（カリフォルニア州、ネバダ州、アリゾナ州、ユタ州、ニューメキシコ州、コロラド州およびワイオミング州）で州間協定を結び、これを議会承認することを提案した。こうした協定はアメリカ合衆国憲法第1条で認められているものであったが、2州を超える州の間での協定について結論が出たことはそれまでなかった。1922年に、7州の代表者が当時の商務長官であったハーバート・フーヴァーと面会した。当初の交渉では結論を得られなかったが、最高裁判所がワイオミング州対コロラド州事件で上流側の州の主張を批判する判決を言い渡すと、代表者たちは合意形成を切望するようになった。結果としてコロラド川協定が1922年11月24日に署名された。
ダムの建設を認可する法案は、カリフォルニア州の2人の共和党議員、下院議員のフィル・スウィングと上院議員のハイラム・ジョンソンによって繰り返し提案されていたが、カリフォルニア州以外からの議員たちはこのプロジェクトはあまりに高価すぎ、ほとんどカリフォルニア州の利益のためのものだと考えていた。1927年にミシシッピ大洪水が起きると、中西部や南部の議員たちはダムのプロジェクトに共感するようになった。1928年3月12日、ロサンゼルス市が建設したものであったセントフランシスダムが決壊し、破滅的な洪水を引き起こして最大600人が亡くなった。ダムは曲線重力式のものであり、ブラック峡谷のダムに提案されていた重力式アーチダムと設計に似たところがあるため、反対者はブラック峡谷のダムの安全性も保証できないと主張した。議会は、提案されていたダムの計画を見直す技術者の委員会を承認した。コロラド川委員会はプロジェクトを実行可能であるとしたが、もしダムが決壊すれば、コロラド川の下流のすべての街が破壊され、川は流路を変えてソルトン湖に流れ込むだろうと警告した。委員会は、「こうした可能性を回避するために、提案されているダムは控えめに言っても保守的に、できれば超保守的な方針で建設されるべきである」と注意した。
1928年12月21日に、大統領のカルビン・クーリッジがダムを承認する法案に署名した。ボールダー峡谷プロジェクト法は、ビーティの運河を完全にアメリカ側に置き換える下流のインペリアルダムとオールアメリカン運河を含めて、プロジェクトに1億6500万ドルを割り当てた。またこの法律では、州間協定に署名した7州のうち最低6州が批准すれば、協定が発効することを承認した。州間協定は、ユタ州が批准した1929年3月6日に発効した。最後のアリゾナ州が批准したのは1944年であった。

### 設計・準備・契約

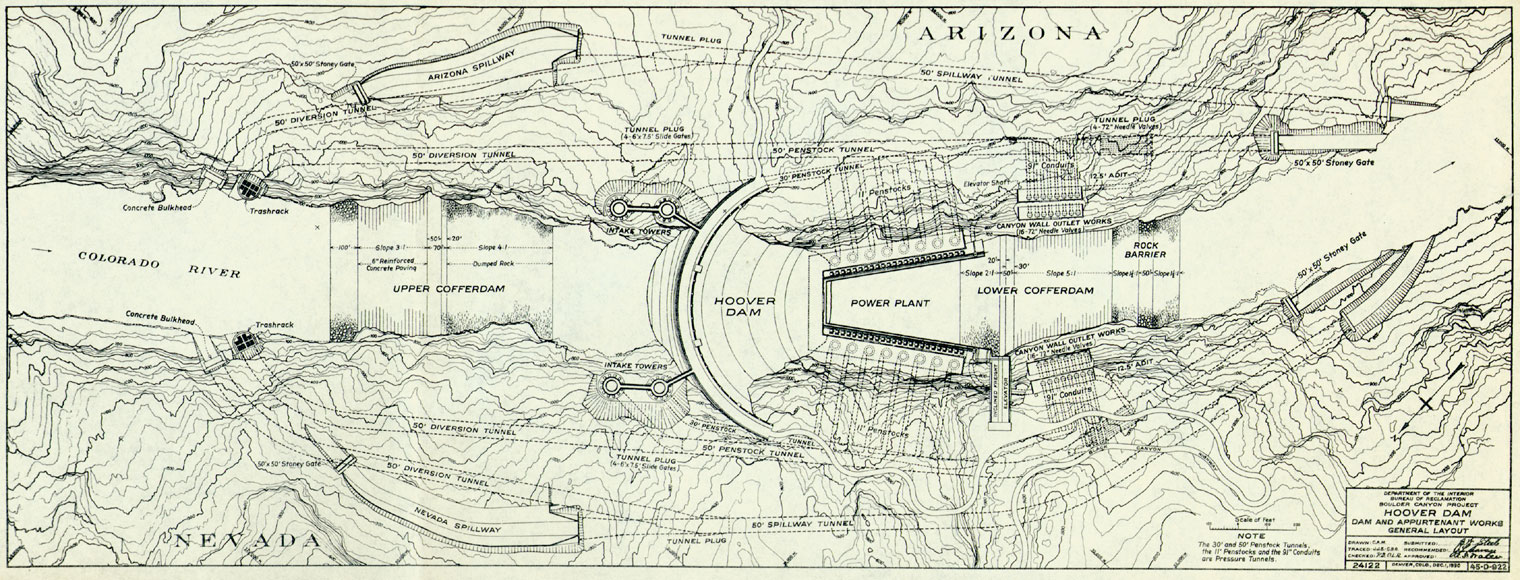
フーバーダムの建設計画

議会がボールダー峡谷プロジェクトを承認する前でも、開拓局はどのようなダムを建設するべきかについて検討を行っていた。最終的に当局は、大量のコンクリートによるアーチ式重力ダムにすると決定し、その設計は開拓局の主任設計技術者ジョン・サベージが監督した。一体構造のダムは、底部で厚く頂部で薄くなり、ダムの上流の貯水池に向かって凸になっている。ダムの曲線を描いたアーチにより、水の力をダムのアバットメント、ここでは峡谷の岩壁へと伝える。クサビ形のダムは底部で660フィート（200メートル）の厚さがあり、上に行くにつれて薄くなって頂部では45フィート（14メートル）となり、ネバダ州とアリゾナ州を結ぶ道路を設けるのに十分な幅がある。
1931年1月10日に開拓局は、関心のある事業者に対して1部5ドルで入札文書を公開した。政府は材料を支給し、契約者は現場を準備してダムを建設するものとされた。ダムは文書に詳細に記載されており、100ページにわたる文章と76枚の図面を含んでいた。各入札に対して入札保証の200万ドルが求められており、さらに落札者は500万ドルの契約履行保証を納めなければならなかった。契約者はダムの建設に7年の工期を与えられ、間に合わなければ罰金が科された。
ユタ建設の経営陣であったワティス兄弟らはこのプロジェクトへの入札に関心を抱いていたが、契約履行保証を納める資金を欠いていた。彼らの長年の協業者で、国を代表するダム技術者のフランク・クロウを雇っていたモリソン＝クヌードセンと合同であっても、十分な資源を欠いていた。そこで彼らは、オレゴン州ポートランドのパシフィック・ブリッジ、サンフランシスコのヘンリ・カイザーおよびベクテル、ロサンゼルスのマクドナルド・アンド・カーン、そしてオレゴン州ポートランドのJ.F.シーといった事業者と、このプロジェクトに入札するための共同企業体を形成することにした。この共同企業体はシックス・カンパニーズと呼ばれたが、このシックス (6) という名前の由来としては、ベクテルとカイザーは合わせて1社と数えられているためである。この名前は説明的であり、サンフランシスコの人々にとっては中華会館の通称と同じであったためジョークの対象ともなった。有効な入札は3件あり、シックス・カンパニーズの入札額が4889万955ドルで最低額で、これは事前に開示されていなかった政府のダム建設費見積もりと2万4000ドルしか違わず、2番目に安い入札額とは500万ドルの差があった。
ラスベガスは、ダム建設の本部を誘致しようと激しくロビイングを行い、決定権者である内務長官のレイ・ウィルバーが町に来訪した際には、町にある多くのスピークイージー（禁酒法下の居酒屋）を閉店した。代わりに1930年初頭にウィルバーは、ダムサイトのそばの砂漠にモデル都市を建設すると発表した。この町がボールダーシティとして知られることになる。ラスベガスとダムサイトを結ぶ鉄道路線の建設工事が1930年9月から開始された。

## 建設

### 労働者

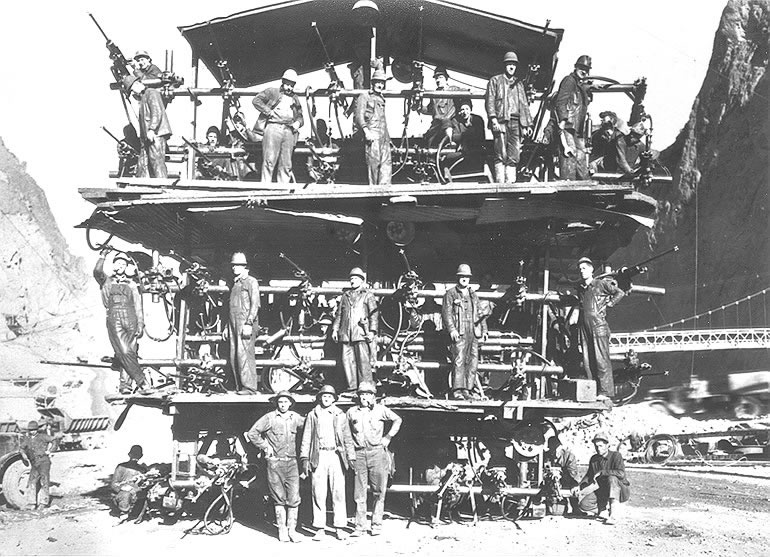
フーバーダムにおいてトンネルを掘削するために用いられた「ジャンボリグ」に乗る労働者

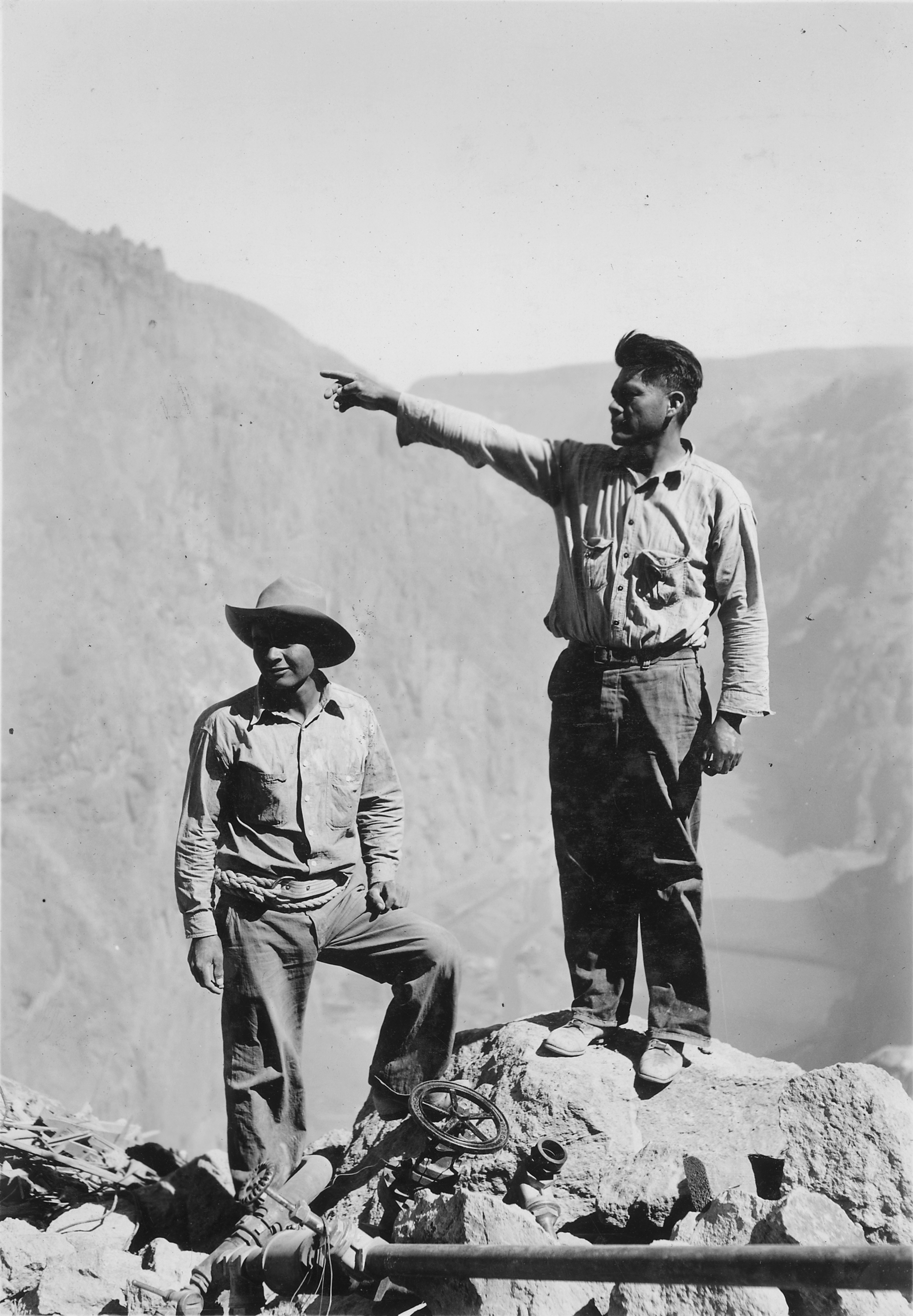
フーバーダム建設現場で高所作業員として雇われたアパッチ族インディアン

ダムが認可されるとすぐに、失業者が急速にネバダ州南部に集まってきた。当時は人口5,000人ほどの小さな町だったラスベガスは、1万人から2万人もの失業者が押しかけてきた。測量技師やその他の要員のための政府のキャンプがダムサイトのそばに設けられると、その周りはすぐに無断居住者のキャンプで囲まれることになった。このキャンプはマッキーバースビル (McKeeversville) として知られ、ダムプロジェクトで働くことを望む人とその家族が住み着いていた。コロラド川に沿った平地に設けられたもう一つのキャンプは、公式にはウィリアムズビルと呼ばれていたが、住んでいる人たちにはラグタウン (Ragtown) と呼ばれていた。建設工事が始まると、シックス・カンパニーズは多くの労働者を雇い、1932年には給与支払い台帳に3,000人以上が登録されており、1934年7月のピーク時には5,251人が雇われていた。「蒙古人種」（中国人）労働者は建設契約によって阻まれており、シックス・カンパニーズが雇う黒人労働者の人数が30人を超えることはなく、ほとんどは最低賃金の労働者であり、分離された作業班に配置され、専用の水桶を渡されていた。
契約の一環として、シックス・カンパニーズは労働者を収容するボールダーシティを建設することになっていた。当初の工程表では、ボールダーシティを建設するのはダムプロジェクト開始までと要求されていたが、フーバー大統領はダムの建設作業開始を1931年10月から3月に前倒しするように命じた。会社は、岩壁に取り付けられたリバーキャンプと呼ばれることになる宿泊小屋を建設し、480人の独身者を収容した。家族連れの労働者は、ボールダーシティが完成するまでは宿泊設備は自身で準備するままとされ、多くはラグタウンに住んでいた。フーバーダムの所在地は非常に暑い場所で、1931年の夏は特に灼熱で、日中の最高気温は平均で華氏119.9度（摂氏48.8度）にも達した。1931年6月25日から26日にかけて、16人の労働者とその他の住民が熱中症で死亡した。

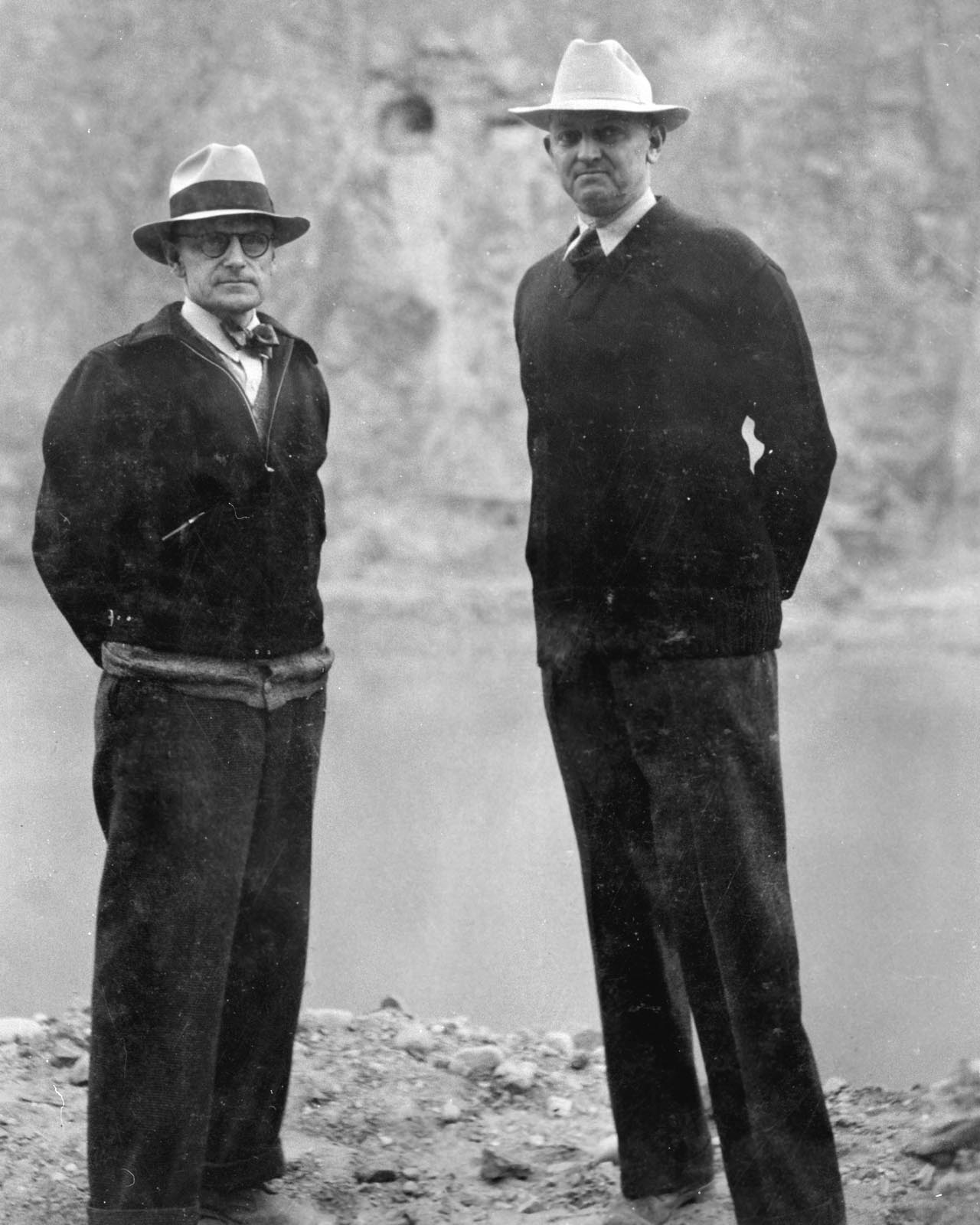
建設総監督のフランク・クロウ（右）と開拓局の技術者ウォーカー・ヤング、1935年

世界産業労働組合（IWWあるいはワブリーズとして知られる）は、戦闘的な労働団体として全盛期であった20世紀初頭からすればかなり勢力を落としていたが、シックス・カンパニーズの労働者たちの不満につけこんで、労働者の組織化を望んでいた。組合は11人の活動家を送り込み、このうち数名はラスベガスの警察に逮捕された。1931年8月7日、会社はトンネル工事の労働者全員の賃金切り下げを行った。労働者たちは、ワブリーズたちと関わり合いになりたくなくて、活動家らを追い返していたが、会社に対し労働者らを代表する委員会を組織することにした。委員会はその日の夜に要求の一覧を書き上げ、翌日朝にクロウに提示した。彼は態度をはっきりさせなかった。労働者たちはプロジェクトの総監督であるクロウが同情的であると期待したが、彼は新聞のインタビューに対し労働者たちを「反抗者」と表現し酷評した。
8月9日朝、クロウは委員会に面会し、経営陣は委員会の要求を拒絶し、すべての作業を停止して、数人の事務員と大工を除いて全員を解雇すると述べた。現場からの退去は17時までとされた。暴力的衝突が切迫していると懸念されたが、ほとんどの労働者は給料を受け取るとその後の進展を待つためにラスベガスへ去っていった。2日後、残っていた者たちは警察により退去するように説得された。8月13日に、会社は労働者の雇用を再開し、2日後にはストライキは中止となった。労働者たちは要求を何も実現できなかったが、会社はこれ以上賃金を切り下げないことは保証した。また1931年末に最初の住民がボールダーシティに移転し始めると、生活環境は改善され始めた。
ダムの建設が終わりに近づいた1935年7月に2回目の労働問題が起きた。シックス・カンパニーズの管理者が労働時間を変えて、労働者の昼食を勤務時間外にさせようとしたため、労働者らはストライキで応じた。クロウが昼食に関する指示を撤回したことに勢いづいた労働者らは、1日当たり1ドルの賃上げを要求した。会社は、連邦政府に支払いのための追加資金を要請することに同意したが、ワシントンは資金を用意しなかった。そしてストライキは終息した。

### 川の付け替え

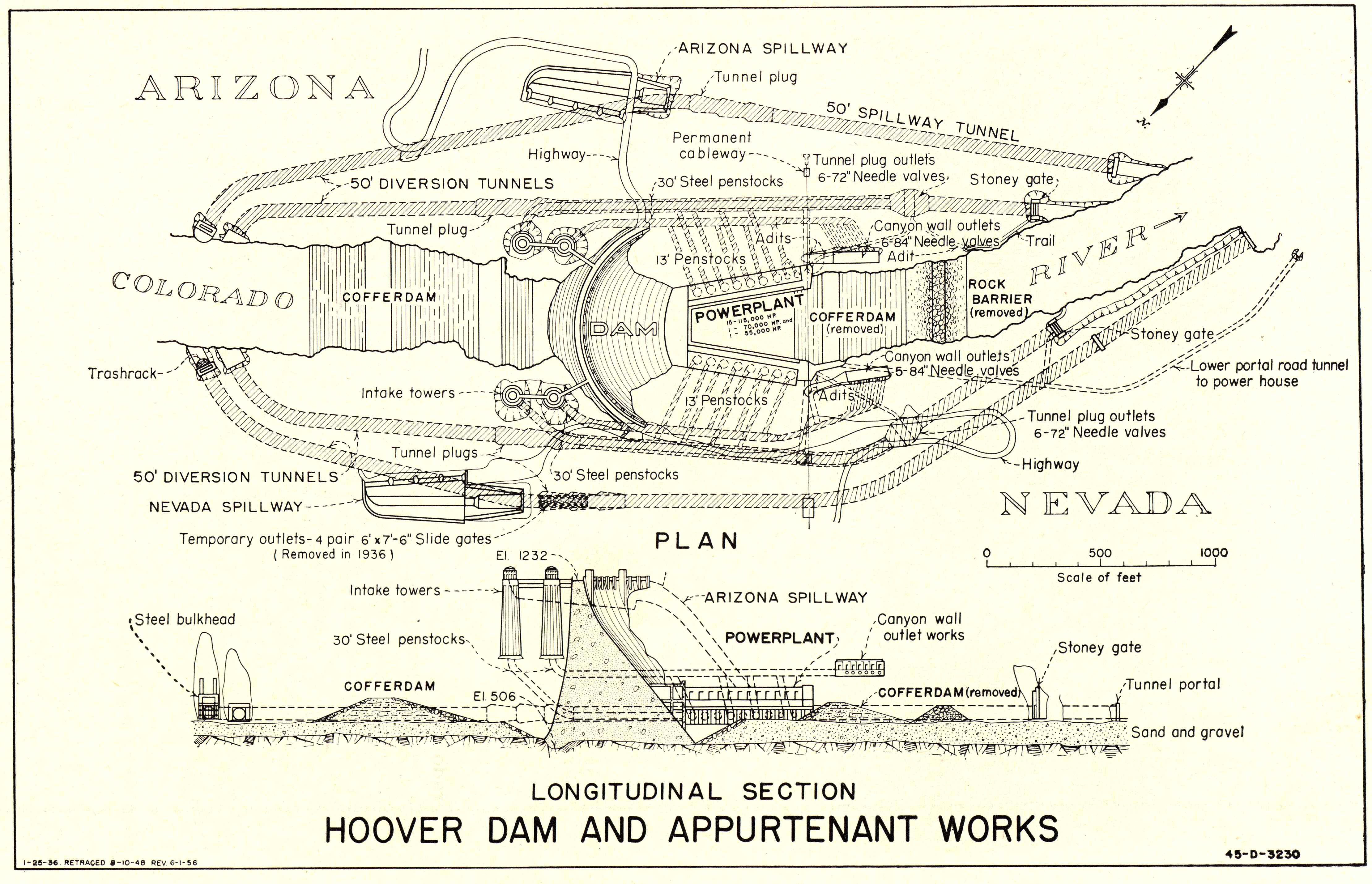
ダムの機構の概要、付け替えトンネルが示されている

ダムの建設前に、コロラド川の流れを建設現場から付け替える必要があった。このために、峡谷の岩壁に4本の付け替えトンネルが掘削された。2本はネバダ州側、もう2本はアリゾナ州側である。トンネルは直径56フィート（約17メートル）である。その合計した長さは3マイル（約5キロメートル）以上になった。契約では、これらのトンネルは1933年10月1日までに完成させる必要があり、1日遅れるごとに3,000ドルの罰金が科されることになっていた。期限に間に合わせるためには、安全に川を付け替えられるような低い水位になるのが秋の終わりから冬にかけてだけであるため、シックス・カンパニーズは1933年初頭までに作業を完成させる必要があった。
トンネル工事は、1931年5月にネバダ州側の低い坑口から開始された。その後まもなく、アリゾナ州側の岩壁の2本の同様のトンネルでも工事が開始された。1932年3月にはトンネルをコンクリートで覆工する作業が開始された。最初に底面にコンクリートが打設された。各トンネルの全長に渡ってレールの上を走行するガントリークレーンがコンクリート打設に用いられた。側面のコンクリートが次に打設された。可動式の鋼鉄製型枠が側壁のために用いられた。最終的に、圧縮空気式のコンクリート吹付機で頂部にコンクリートが打設された。コンクリートの覆工は3フィート（約1メートル）の厚さで、最終的に完成したトンネルの内面の直径は50フィート（約15メートル）になった。2本のアリゾナ州側トンネルへの川の付け替えは1932年11月13日に行われ、ネバダ州側のトンネルは洪水時の予備とされた。この付け替えは、アリゾナ州側トンネルの入口の一時的な囲い堰を爆破しつつ、川の自然な流れが阻害されるまで石を川に流し込むことで実施された。
ダムの完成後、外側の2本の付け替えトンネルは入口付近と中間付近で大きなコンクリート製の栓で密閉された。これらのトンネルの栓より下流側半分は、放水路トンネルの本体となっている。内側の付け替えトンネルは全長の3分の1ほどのところで塞がれ、そこから先は取水塔から発電所そして放流設備へとつなぐ鋼管が収められている。内側トンネルの放流側には水門が設置されており、保守作業のためにトンネル内の水を抜けるよう、水門の閉鎖が可能となっている。

### 基礎工事・岩石除去・グラウチング
建設現場をコロラド川の流れから守り、付け替えを容易にするため、2か所の囲い堰が建設された。上流側の囲い堰の工事は、まだ付け替えが行われる前であったが、1932年9月に始まった。囲い堰は、2,000人が働く可能性がある現場を川の洪水の可能性から守るために設計されており、その仕様はダム本体と同程度に詳細に入札文書で指定されていた。上流の囲い堰の高さは96フィート（約29メートル）で、基礎部分で厚さは750フィート（約230メートル）あり、これはダム本体よりも厚いものであった。囲い堰には65万立方ヤード（約50万立方メートル）の材料が使われた。

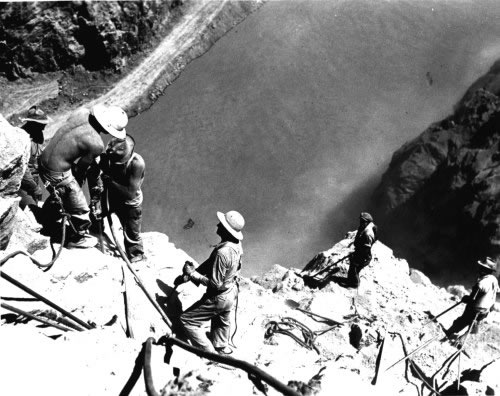
コロラド川の上で働いている高所作業員を見下ろす

囲い堰が完成し、建設現場の水が抜かれると、ダムの基礎の掘削が開始された。ダムの基礎を硬い岩の上に置くため、河底に堆積した土砂やそのほかの柔らかい物質を、硬い基盤が現れるまで除去する必要があった。基礎の掘削作業は1933年6月に完成した。掘削中、およそ150万立方ヤード（約110万立方メートル）の土砂が除去された。ダムはアーチ式重力ダムであるため、貯水池からの水の力を峡谷の両側の岩が受けることになる。風化した岩は水が漏れる恐れがあるため、両岸の岩壁も掘削して綺麗な岩を露出させた。掘削用のショベルはマリオン・パワーショベル製であった。
こうした岩石の除去作業員は、"High scalers"（高所作業員）と呼ばれた。高所作業員らは、峡谷の最上部からロープで吊り下げられて岩壁を降り、ジャックハンマーとダイナマイトを使って浮岩を除去した。ダム建設現場における事故死のもっとも多い原因は落下物であるため、高所作業員の作業は労働者らの安全を確保する助けとなった。高所作業員の一人は、より直接的に命を救ったこともある。政府の検査官が安全ロープから手を離してしまい、坂を転げ落ち始めて絶体絶命の危機に陥ったところを、高所作業員が捕まえて吊り上げた。建設現場は観光客をひきつけた。高所作業員はもっとも観光客をひきつけ、見ているものに誇示するものであった。高所作業員はメディアの注目も集め、普段はダイナマイト作業のために、ロープで吊っている他の作業員を峡谷を跨いで動かすことから、「人間振り子」の異名を取った。落下物から自分たちを守るために、高所作業員の中には布の帽子をタールに浸して硬くしている者もあった。そうした帽子を被っていたものが、顎の骨を折るほど激しく落下物に当たっても、頭蓋骨は持ちこたえた。シックス・カンパニーズは何千個ものハードハットを注文し、その使用を強く推奨した。
表層を除去されたダムの基盤となる岩盤には、グラウトを注入してグラウトカーテンを形成した。岩壁と底部の岩盤に深さ150フィート（約46メートル）まで穴を開け、見つかった空洞はすべてグラウトで埋められた。これは岩盤を安定化し、水がダムの背後から岩盤を通じて染み出すことを防ぎ、ダムの下に漏れだした水からダムが上方向の圧力を受けることを防ぐために行われるものである。コンクリート打設作業の開始に伴う厳しい時間的制約の下で作業が行われた。作業員は、温泉が噴き出したり簡単に埋めることができないくらいの大きな空洞に出くわしたりしたときには、問題を解決せずに次の作業に移っていった。393本の穴のうち、58本は完全には埋められなかった。ダムが完成し、貯水池に貯水が始まった後、大きな影響を与える漏れが多数発生して開拓局は問題の検討を迫られた。グラウチング作業が不完全に行われていたことがわかり、また峡谷の地質への完全な理解なしに行われていたことも分かった。ダムの中の監査廊から周辺の基盤岩に新たに穴を掘削した。補充のグラウトカーテン形成作業を比較的秘密裏に完成させるために9年（1938年-1947年）を要した。

### コンクリート打設

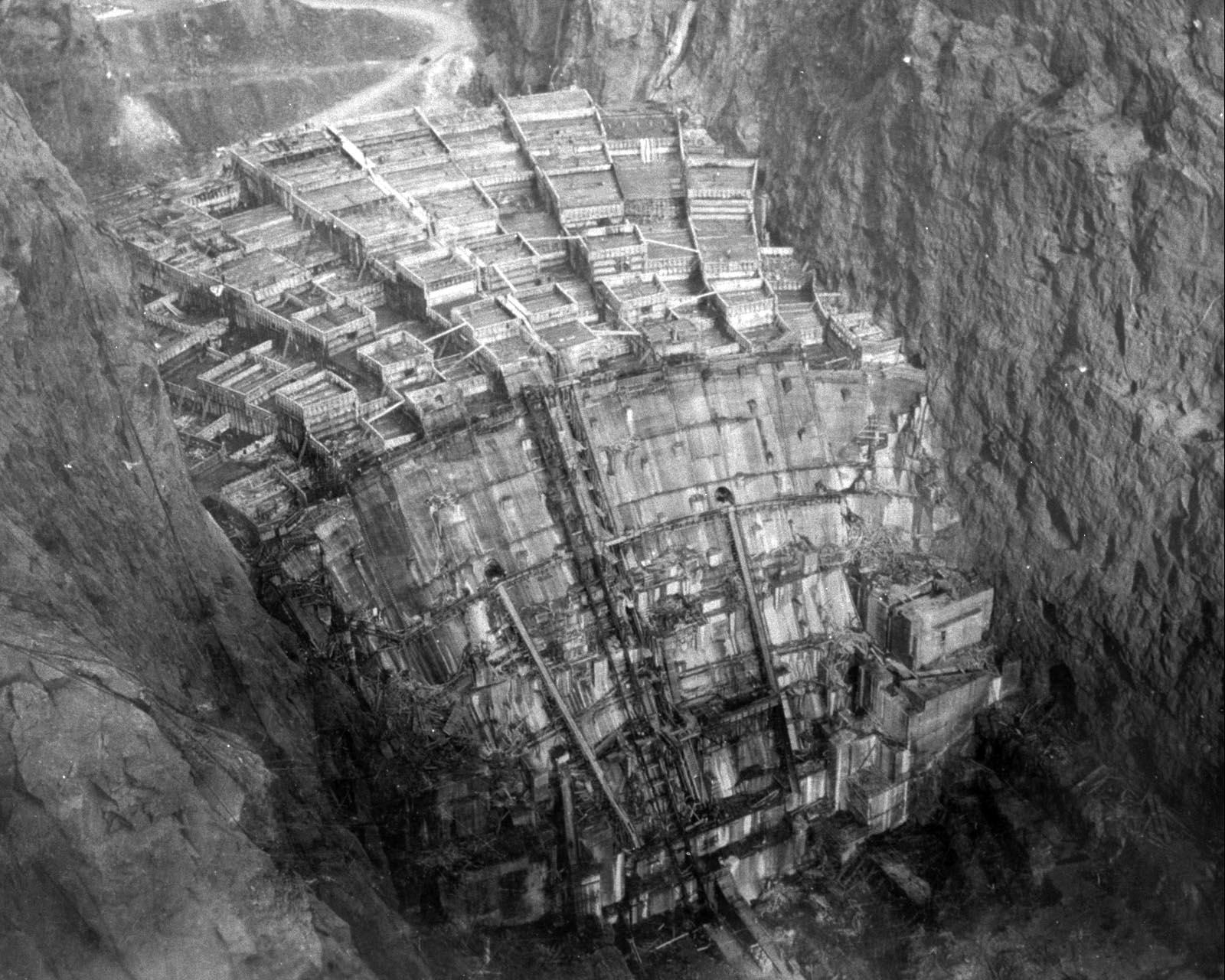
フーバーダムのブロックにコンクリートが流し込まれている様子、1934年2月、ネバダ州側から上流方向を見て撮影

ダムへの最初のコンクリート打設は1933年6月6日に行われ、これは工期を18か月前倒していた。コンクリートは硬化する際に発熱して収縮するので、コンクリートが不均等に冷却され収縮する可能性は深刻な問題を引き起こした。開拓局の技術者は、もしダムを一体の連続したコンクリート打設で建設したとしたら、コンクリートが冷却するのに125年かかり、結果として応力によりダムにひびが入り崩壊してしまうと試算した。その代わりにダムが立ち上がる地面には四角形のしるしが付けられ、コンクリートの打設はこのブロック単位で行われた。ブロックはおおむね50フィート（約15メートル）四方で高さは5フィート（約1.5メートル）であった。5フィートごとに1インチ（約25ミリメートル）の鋼管が配され、鋼管に冷たい川の水が流され、続いて冷凍プラントで作られた氷で冷却された水が流された。ブロックが硬化し収縮が止まると、この鋼管はグラウトで埋められた。またブロック間の狭い隙間もグラウトで埋められ、隙間には溝が付けられて継ぎ目の強度を増すようにされていた。
コンクリートは、高さ7フィート（約2.1メートル）、直径7フィートの巨大な鋼製バケツで送られた。クロウはその設計で2件の特許を取得した。コンクリートバケツは、コンクリートが入っていると18.1トンになり、ネバダ州側に設けられた2か所の巨大なコンクリートプラントでコンクリートを充填すると、特別な貨車で現場へ送られた。そこでバケツは索道で吊るされて特定のブロックへと送られた。コンクリートに用いられる骨材粒度はダムの中の場所に応じて異なるので（豆粒大の砂利から9インチ（約230ミリメートル）の石まで）、バケツを適切なブロックへと配送するのは重要であった。バケツの底が開くと、8立方ヤード（約6.1立方メートル）のコンクリートが吐き出され、作業員たちが型枠全体にそれを広げた。打設に巻き込まれた作業員がそのままダムに埋められたという伝説が今日に至るまであるが、1回のバケツで型枠内のコンクリートはわずか1インチ（約25ミリメートル）ずつ打設されるのであり、またシックス・カンパニーズの技術者は人の体の存在によって生じる欠陥を容認することはなかったはずである。
1935年5月29日にダムへのコンクリート打設が完了し、合計で325万立方ヤード（約248万立方メートル）のコンクリートが使用された。これに加えて、発電所やその他の工事に111万立方ヤード（約85万立方メートル）が使用されている。582マイル（約937キロメートル）以上の冷却管がコンクリート内に配された。合計すると、ダムに用いられたコンクリートは、サンフランシスコからニューヨークまでの2車線道路を舗装するに十分な量である。1995年に試験目的でダムからコンクリートコアが抜き取られ、それによるとフーバーダムのコンクリートはゆっくりと強度が上がり続けていることが示された。ダムは、通常のマスコンクリートに典型的にみられる範囲を超える圧縮強度を持つ耐久性のあるコンクリートでできている。フーバーダムの建設者たちは偶然アルカリ骨材反応を起こさない骨材を使っていたので、ダムはアルカリ骨材反応の影響を受けていない。これは下流のパーカーダムがアルカリ骨材反応で重大な劣化をきたしているのとは異なっている。

### 開所式と完成

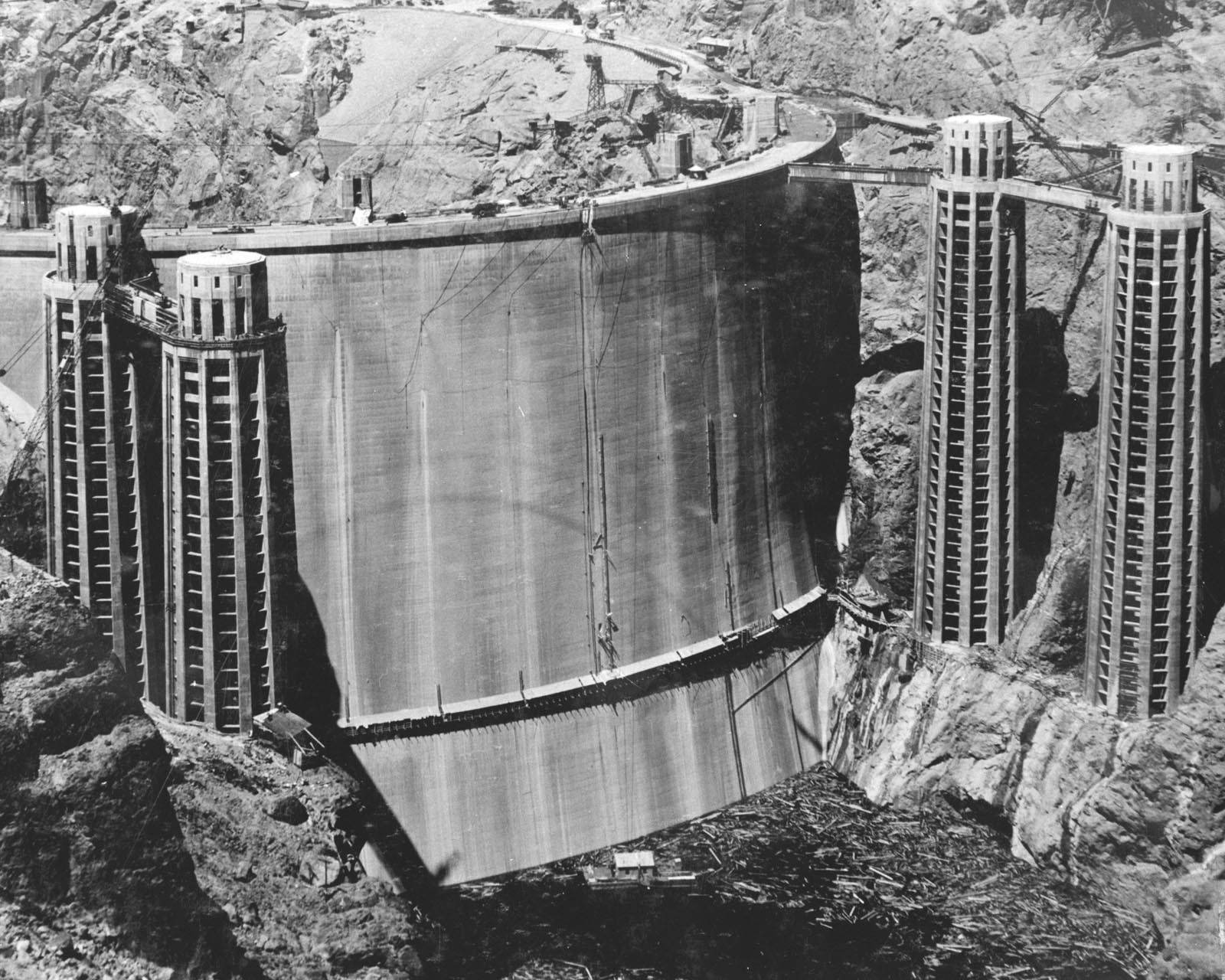
ミード湖に水が溜まるにつれて、フーバーダムの上流側表面が見えなくなっていく、1935年5月、アリゾナ州側から下流方向を見て撮影

ダム本体についての工事がほとんど完了し（発電所の工事が未完成であった）、大統領のフランクリン・ルーズベルトの西部訪問に合わせて、1935年9月30日に公式開所式典が準備された。開所式の朝、太平洋標準時で14時から11時へと式が3時間前倒しされた。これは内務長官のハロルド・L・イケスが大統領のために14時からのラジオの放送枠を確保していたものの、式典当日になるまでこれが東部標準時での14時であるということに誰も気づいていなかったことによるものである。この式典時刻の変更と、華氏102度（摂氏39度）にもなる気温にもかかわらず、大統領の演説には1万人が集まった。演説においてルーズベルトは、式典に招かれていなかった前大統領のフーバーの名前に言及することを避けた。開所を記念して、郵政省から3セントの切手が発行されたが、1933年から1947年までのダムの公式名称であったボールダーダムと記載されている。式典後、ルーズベルトは大統領として初めてラスベガスを訪問した。
開所式までにほとんどの工事は完了し、1935年末から1936年初めにかけて、シックス・カンパニーズは政府との間ですべての要求事項を解決し、連邦政府に公式にダムを引き渡す準備をした。両者は合意に達し、1936年3月1日に内務長官イケスが政府を代表して公式にダムの引き渡しを受けた。発電所が運転を開始するまでの間、灌漑用水を取水するために付け替えトンネルの一つを使わなければならなかったため、この付け替えトンネルをコンクリートの栓で塞ぐ作業の完了はシックス・カンパニーズには求められなかった。

### 殉職者

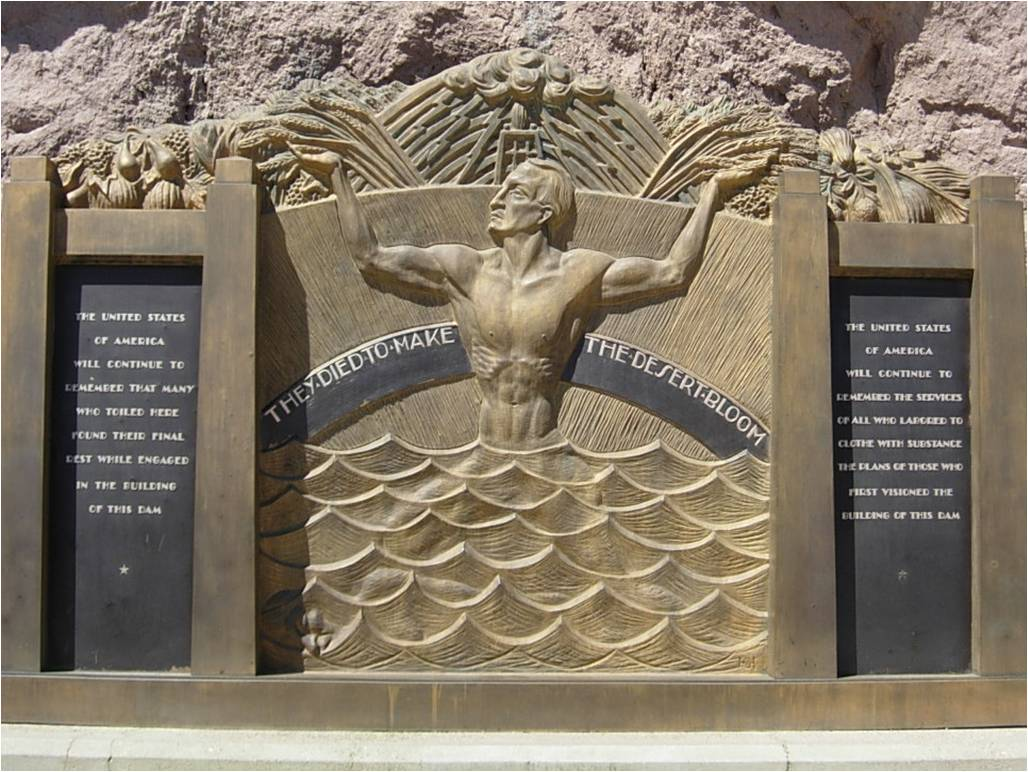
ダムに設置されたオスカー・J・W・ハンセンによる記念碑、"They died to make the desert bloom."（彼らはこの砂漠を花咲く土地に変えるために死んだ）とある

ダムの建設に関連して112人の死者が記録されている。最初の死者は、開拓局の職員だったハロルド・コネリーで、1921年5月15日にダムの理想的な位置を探してコロラド川を探査中に艀から落ちて亡くなった。測量士のジョン・グレゴリー・ティアニーは、1922年12月20日にやはりダムの理想的な位置を探している際に鉄砲水に襲われて溺れて亡くなり、2番目の死者となった。公式死者一覧に掲載された最後の死者は、電気技師助手でジョン・グレゴリー・ティアニーの息子であったパトリック・ティアニーが1935年12月20日に、アリゾナ側の取水塔のうちの1つから転落して亡くなった。死者一覧には、1932年に1人、1933年に2人の自殺者が含まれている。112人の死者のうち、シックス・カンパニーズの従業員が91人、開拓局の職員が3人、現場への訪問者が1人で、他はシックス・カンパニーズ以外のいくつもの契約業者の従業員であった。
96人は建設現場での死者である。公式死者数に含まれていないのは、肺炎によると記録されている死者である。肺炎という診断を与えられた労働者は、一酸化炭素中毒による死者の隠蔽で、シックス・カンパニーズが補償金の支払いを避けるために用いた分類である。一酸化炭素は、付け替えトンネル内でガソリン燃料の車両を使ったことによって生じたものである。この現場の付け替えトンネル内は、頻繁に華氏140度（摂氏60度）に達し、車両の排気ガスによる濃い煙に覆われていた。合計で42人の労働者が肺炎で亡くなったと記録されており、この人数は前述の死者数に含まれていない。公式死者一覧には、一酸化炭素中毒による死亡という者はいない。建設期間中、ボールダーシティの住民で労働者以外に肺炎で亡くなったと記録されている者はいない。

### 建築様式
ダム、発電所、放水路トンネルや飾りなどの正面の当初の計画は、アーチ式ダムの近代的な外観と調和していなかった。開拓局は、ダムの機能の方に大きな関心があり、ゴシック様式に触発されたバラスターとワシの像でダムを飾ることにしていた。当初のデザインは、このような巨大な規模のプロジェクトに対してはあまりに簡素で平凡であると多くの人に批判され、これを受けて当時開拓局の指導建築家であったロサンゼルスのゴードン・カウフマンが外観を再設計するために招かれた。カウフマンは大規模に設計を合理化し、プロジェクト全体に上品なアール・デコ様式を適用した。彼はダムの表面から滑らかに立ち上がる彫刻された塔や、取水塔に取り付けられた時計を設計した。この時計は、ネバダ州とアリゾナ州が違うタイムゾーンに属することから、ネバダ州の時刻に設定されたものとアリゾナ州の時刻に設定されたものがあるが、アリゾナ州は夏時間を採用していないので、これらの時計は半年以上の期間同じ時刻を示している。

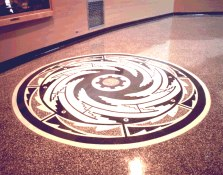
アレン・タッパー・トゥルー設計のタイル床

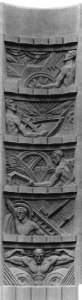
ネバダ州側エレベーターにあるハンセンによるレリーフ

カウフマンの要求により、デンバーの芸術家アレン・タッパー・トゥルーがダムの壁と床の設計・装飾を担当するために雇われた。トゥルーのデザイン枠組みは、この地域のナバホ族とプエブロ族のモチーフを組み込んだものとなった。こうしたデザインに当初は反対するものもいたが、トゥルーはこれを進行させる許可を得て、公式に顧問芸術家に指名された。人類学研究所の支援を得て、トゥルーはインディアンの砂絵、織物、かご、焼き物などから正真正銘の装飾モチーフを研究した。絵と色は、アメリカ原住民の雨・稲光・水・雲そして地域の動物（トカゲ、蛇、鳥）といったものの絵と南西部の階段状の台地の風景に基づいている。通路や内部のホールなどに組み込まれたこうした作品において、トゥルーは機械の運用も検討し、古代と現代の両方の象徴的なパターンが現れるようにした。
カウフマンと技術者たちの同意により、トゥルーは配管と機械類に革新的な色の塗り分けを考案し、開拓局のすべてのプロジェクトに適用された。トゥルーの顧問芸術家としての仕事は1942年まで続いた。仕事が延長されたのは、彼がパーカーダム、シャスタダム、グランドクーリーダムとその発電所の仕事を完成させるためであった。トゥルーのフーバーダムでの仕事は、ザ・ニューヨーカーで発表された詩で愉快に言及されている。「輝きを失い、夢を正当化する。しかし注目に値するのは配色である」
カウフマンとトゥルーの仕事を補完して、彫刻家のオスカー・J・W・ハンセンがダムの上と周辺に多くの像を制作した。彼の作品としては、奉献の広場に置かれた殉職者を記念するモニュメントや、エレベーター塔に取り付けられたレリーフなどがある。彼の言葉によれば、「フーバーダムの建設は、大胆さの英雄物語である」ため、彼の作品によって「知的な決意の普遍の冷静さと、鍛えられた肉体の巨大な力が、科学的成果の穏やかな勝利の中で等しく君臨している」ことを表現しようとした。ネバダ州側のアバットメントにあるハンセンによる奉献の広場には、2つの翼のある人物の像が旗竿の脇にある。

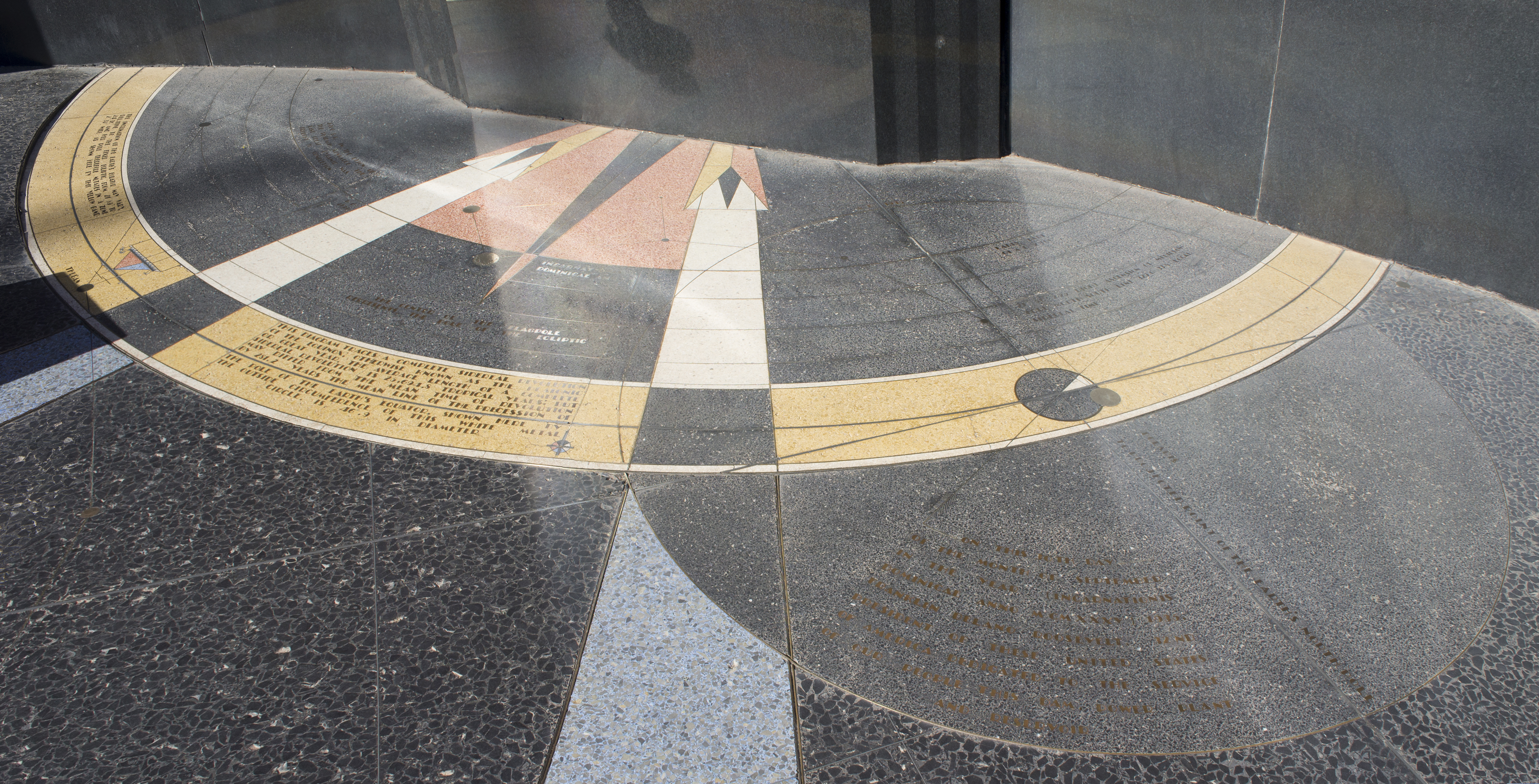
フーバーダムの記念碑の星図の床、中央部

モニュメントの基部の周りは、星図を埋め込んだ人造大理石の床になっている。この星図は、ルーズベルト大統領によるダム開所式の瞬間の北半球の空を表している。これは将来の天文学者が、もし必要であれば、開所式の正確な日付を計算できるように意図されたものである。30フィート（約9.1メートル）の高さのブロンズ像「共和国の翼を持った人たち」は、どちらも一連の鋳造で制作された。このような大きなブロンズ像を、非常に磨かれた表面を傷つけずに設置するため、これらの像は氷の上に置かれ、氷が融けるにつれて所定の位置に案内されるようになっていた。ハンセンによるネバダ州側のエレベーター塔のレリーフは、ダムの恩恵を表現している。洪水調節、航行、灌漑、貯水、電力である。アリゾナ州側エレベーター塔のレリーフは、彼の言葉によれば、「遠い昔からこの山野に住んできたインディアン部族の人々の顔立ち」を表現している。

## 運用

### 発電所と水需要

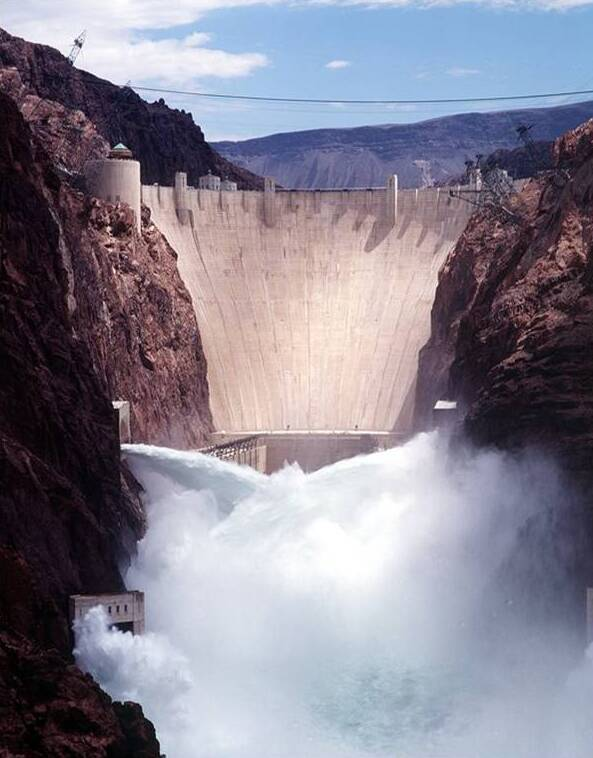
1998年に試験目的でジェットフローゲートから水を放流している様子

発電所の掘削工事は、ダムの基礎とアバットメントの掘削と同時に実施された。ダムの下流側の下部にあるU字形の構造物の掘削は、1933年末に完了し、1933年11月には最初のコンクリート打設が行われた。1935年5月に最後のコンクリート打設が行われたが、その前の1935年2月1日からミード湖の貯水が開始されていた。発電所は、1935年9月30日の公式開所式の時点で未完成であったプロジェクトの一つであり、500人の作業員が発電所やそのほかの構造物を完成させるために残っていた。発電所の屋根に爆弾耐性を持たせるために、コンクリート、岩石、鋼鉄の層が合計で3.5フィート（約1.1メートル）の厚さで構成され、その上に砂とタールの層が置かれた。
1936年後半になると、ミード湖の水位が発電ができるくらいまで高くなり、最初の3台のアリス＝チャルマーズ製フランシス水車発電機（すべてネバダ州側の設置）が運転を開始した。1937年3月にネバダ州側のさらにもう1台の発電機が運用を開始し、8月にはアリゾナ州側の最初の1台が運転を開始した。1939年9月までにはさらに4台の発電機が運転を開始し、ダムの発電所が世界最大の水力発電設備となった。最後の発電機が運転を開始したのは1961年のことで、この時点で総発電能力は1,345メガワットに達した。当初の計画では16台の大型発電機を、川のネバダ州側とアリゾナ州側に8台ずつ設置することになっていたが、アリゾナ州側の大型発電機の1つは小型発電機2台になり、合計して17台の発電機になった。これは、ダムの全出力が送電網に送られて任意に送電できるようになる前に、各発電機の出力がそれぞれ1つの自治体専用に割り当てられていたときに、小さな自治体に送電できるように小型の発電機が用いられたためである。

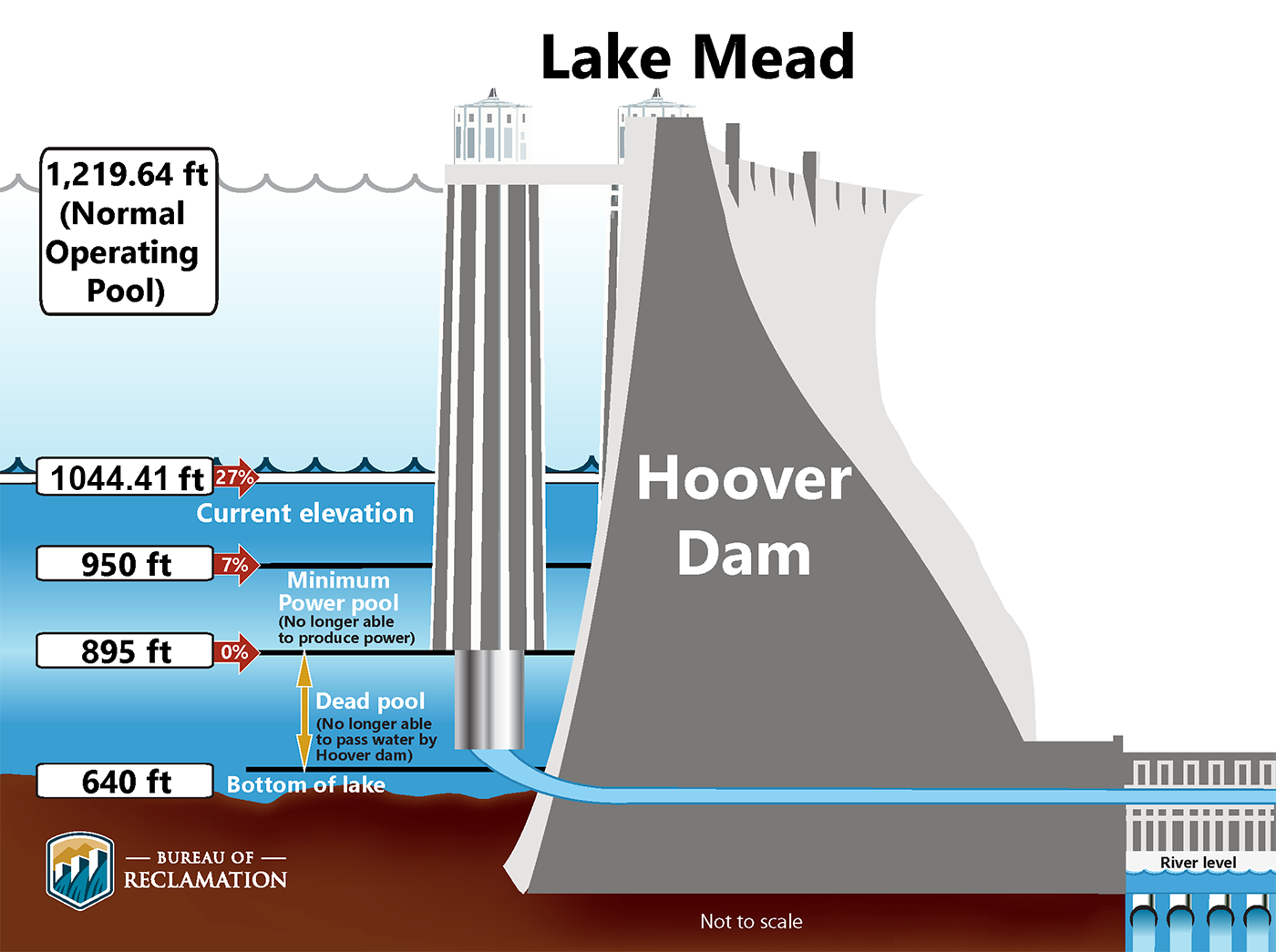
フーバーダムの断面図、ミード湖のいくつかの重要な水位が示されている

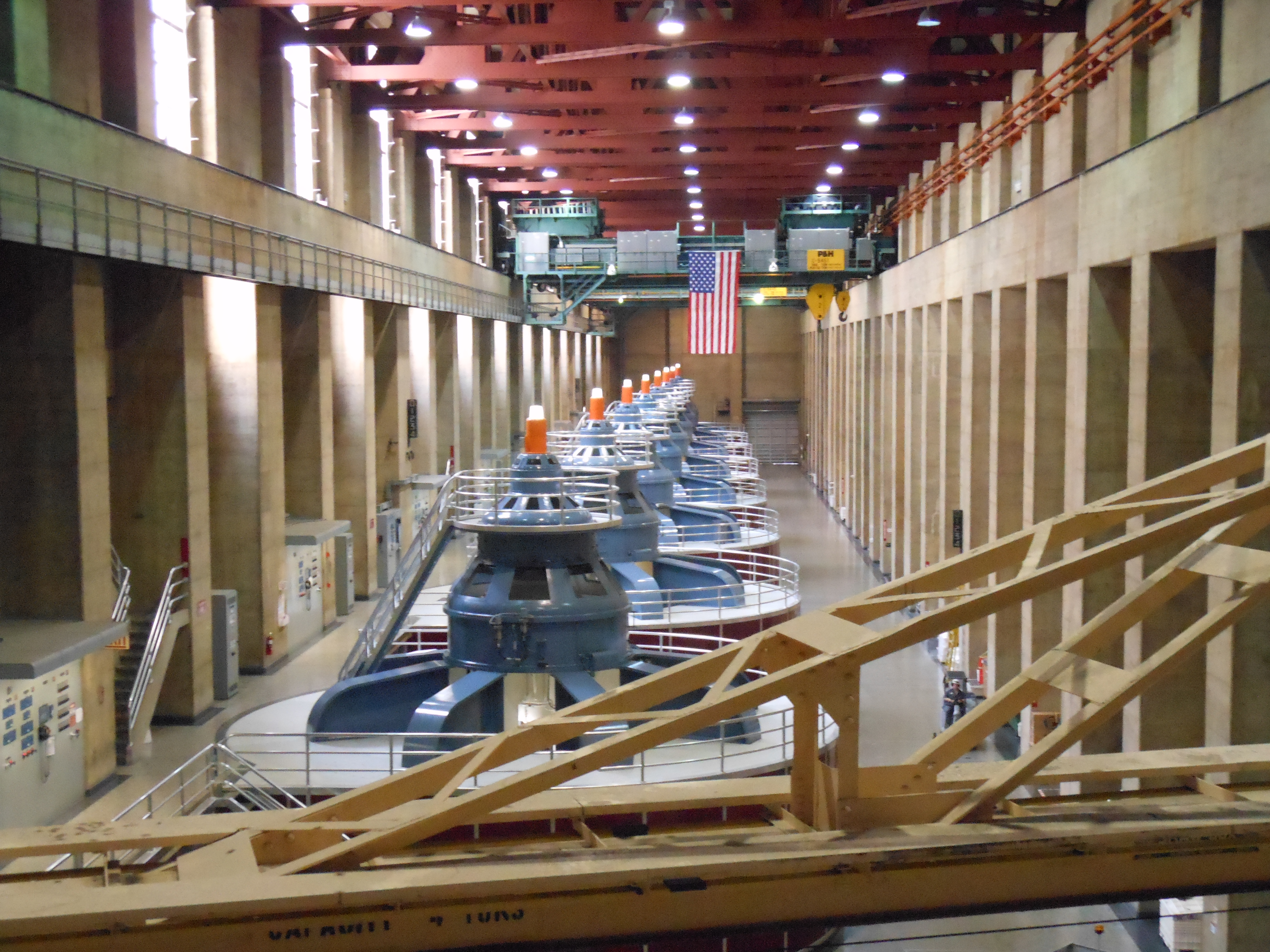
フーバーダム下部の発電所のタービン/発電機階

ミード湖からの水は、取水塔に入り4本の次第に細くなる水圧管路が水を下に送り発電所へ導き、タービンへと到達する。取水塔は最大水頭590フィート（約180メートル）に達し、このとき水は約85マイル毎時（約140 km/h）に達する。通常はコロラド川の水流すべてがタービンを経由して流れる。放水路およびジェットフローゲート式の放流設備はほとんど使われることがない。川の180フィート（約55メートル）上のコンクリート構造物に位置するジェットフローゲートと、川の高さにある内側の付け替えトンネルの放流口は、非常事態や洪水のときにダムを迂回して水を流すために用いる可能性があるが、実際にその目的で使われたことはなく、現実には保守作業のために水圧管路から水を抜くためだけに使われる。1986年から1993年までの改良工事の後、フーバーダム自体の運営用に電力を供給する2台の2.4メガワットペルトン水車発電機を含めて、ダムの合計グロス発電出力は2,080メガワットに達した。フーバーダムの年間発電量は変動する。最大のネット発電出力は、1984年の10.348テラワット時で、1940年以降で最少だったのは1956年の2.648テラワット時である。1947年から2008年までの間の平均年間発電量は4.2テラワット時であった。2015年は3.6テラワット時を発電した。
2000年以降長期にわたる渇水と、コロラド川の水への高い需要を背景に、ミード湖の水位は低迷しており、これに伴ってフーバーダムの発電電力量も減少している。2014年にはその発電能力は23パーセント落とされて1,592メガワットとされ、ピーク需要の期間のみ電力を供給している。ミード湖の水位は2016年7月1日に新記録となる低さの1,071.61フィート（約326.63メートル）まで下がり、その後ゆっくりと回復し始めた。本来の設計では、水位が1,050フィート（約320メートル）を切るとダムは発電できなくなり、これは水使用規制を実施していなければ2017年に起きていたかもしれなかった。最小発電可能水位を1,050フィートから950フィート（約320メートルから約290メートル）に下げるために、水流が少なくても効率的に動作するように設計された5台の対応水頭幅の広いタービンが設置された。2018年から2019年には水位は1,075フィート（約328メートル）以上に維持されたが、2021年6月10日には新記録となる1071.55フィート（約326.61メートル）に下がり、2021年末には1,066フィート（約325メートル）まで下がると予測された。

2000年以降の発電量の減少

水の制御はダムの建設に当たって主要な関心事項であった。発電により、ダムプロジェクトは自活できるものとなった。電力を販売して得た収入により、建設費用の50年ローンを返済し、またこの収入により毎年の保守費用数百万ドルも賄っている。下流での水需要に合わせて水の放流が行われ、この放流に合わせる形でのみ発電が行われている。
ミード湖とダムから下流への放流により、水道と灌漑目的での水も供給している。フーバーダムから放流された水は、最終的にいくつかの運河に流れる。ハバス湖からコロラド川導水路と中央アリゾナプロジェクトが分岐し、インペリアルダムからはオールアメリカン運河に水が流れる。合計すると、ミード湖からの水はアリゾナ州、ネバダ州、カリフォルニア州の1800万人の人に送られ、また100万エーカー（約40万ヘクタール）の農地に灌漑用水を供給している。
2018年にロサンゼルス水道電力局は、30億ドルをかけてダムの下流20マイル（約32キロメートル）の位置にあるポンプステーションからミード湖へ風力と太陽光を使って水を再循環させる揚水発電プロジェクトを提案した。

#### 電力の配分
ダムの発電所からの電力は、当初は1934年に議会から承認された、1937年から1987年までの50年契約に従って販売された。1984年に議会は、ダムからの電力の1987年から2017年までの間の南部カリフォルニア州、アリゾナ州、ネバダ州への割り当てを決める新しい法律を制定した。当初の承認に基づいて、ダムの発電所はロサンゼルス水道電力局とサザン・カリフォルニア・エジソンによって運営されてきた。1987年に開拓局が管理を引き継いだ。2011年に議会は、ダムの電力の5パーセントをネイティブアメリカン部族、電力協同組合やその他の主体に販売したうえで、現行の契約を2067年まで延長する法律を制定した。新しい契約は2017年10月1日に発効した。
開拓局は2017年までの契約に基づいて発電された電力は、以下のように割り当てられたと報告している。
| \| 地域 \| 割合 \| \| ------------------------------------------ \| ------ \| \| 南カリフォルニア都市圏水道公社（英語版） \| 28.53% \| \| ネバダ州 \| 23.37% \| \| アリゾナ州 \| 18.95% \| \| ロサンゼルス水道電力局（英語版） \| 15.42% \| \| サザン・カリフォルニア・エジソン（英語版） \| 5.54% \| \| ネバダ州ボールダーシティ（英語版） \| 1.77% \| \| カリフォルニア州グレンデール \| 1.59% \| \| カリフォルニア州パサデナ \| 1.36% \| \| カリフォルニア州アナハイム \| 1.15% \| \| カリフォルニア州リバーサイド \| 0.86% \| \| カリフォルニア州バーノン（英語版） \| 0.62% \| \| カリフォルニア州バーバンク \| 0.59% \| \| カリフォルニア州アズサ \| 0.11% \| \| カリフォルニア州コルトン \| 0.09% \| \| カリフォルニア州バニング（英語版） \| 0.05% \| | - 発電所のネバダ州側の発電機のうちの1機の周りに集まって、運営についての説明を聞いている観光客、1940年9月 - ネバダ州側の直径30フィート（約9.1メートル）の水圧管路の脇に立つ作業員、この先で他の水圧管路と合流して水をタービンに送る |
| 地域 | 割合 |
| 南カリフォルニア都市圏水道公社 | 28.53% |
| ネバダ州 | 23.37% |
| アリゾナ州 | 18.95% |
| ロサンゼルス水道電力局 | 15.42% |
| サザン・カリフォルニア・エジソン | 5.54% |
| ネバダ州ボールダーシティ | 1.77% |
| カリフォルニア州グレンデール | 1.59% |
| カリフォルニア州パサデナ | 1.36% |
| カリフォルニア州アナハイム | 1.15% |
| カリフォルニア州リバーサイド | 0.86% |
| カリフォルニア州バーノン | 0.62% |
| カリフォルニア州バーバンク | 0.59% |
| カリフォルニア州アズサ | 0.11% |
| カリフォルニア州コルトン | 0.09% |
| カリフォルニア州バニング | 0.05% |

### 放水路

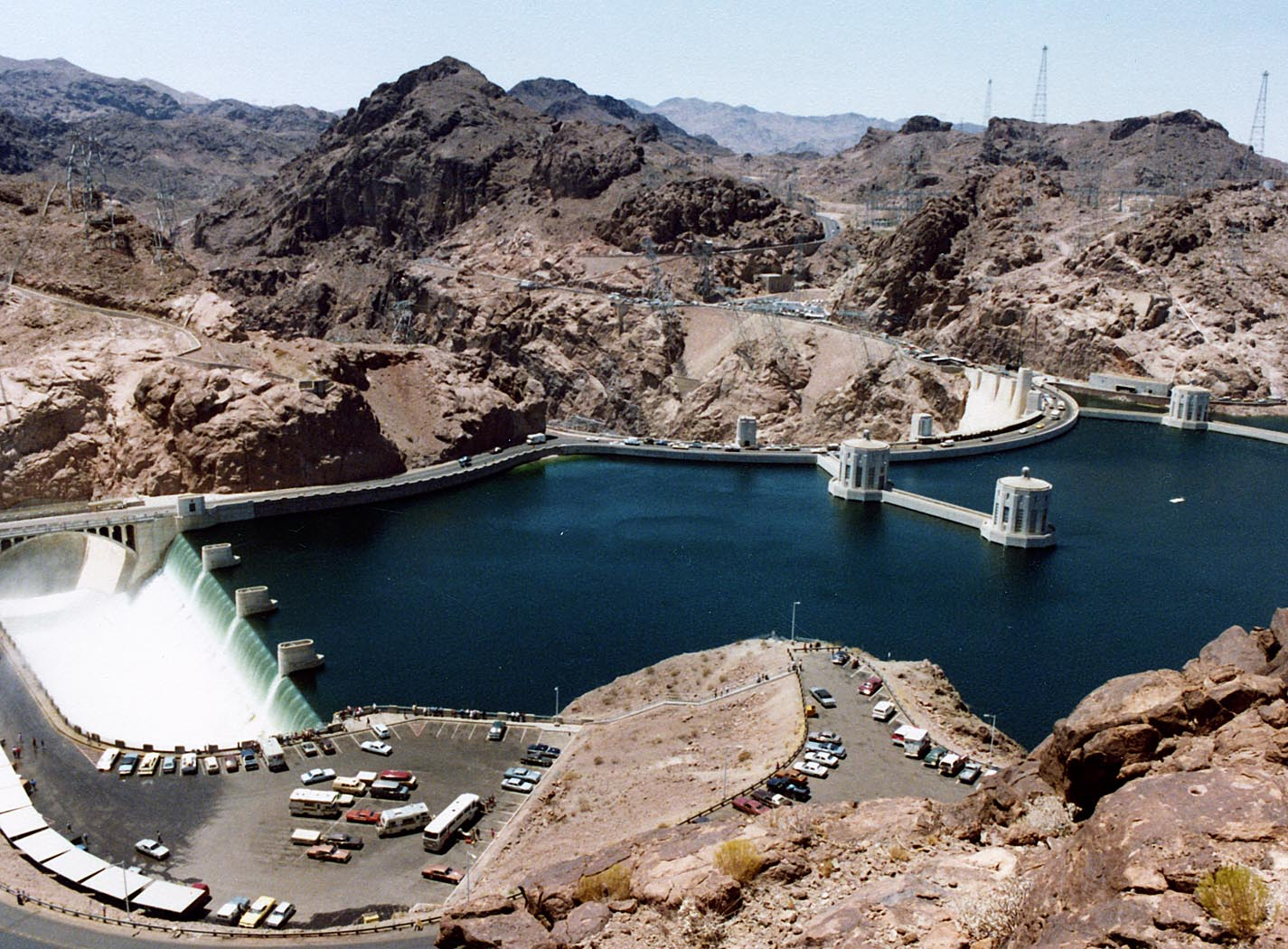
1983年の洪水の際に、アリゾナ州側の放水路（左）に水が流れ込む様子、この時点のミード湖の水位は1,225.6フィート（約373.6メートル）であった

ダムは越流を防ぐために2本の放水路を備えている。放水路の入口は、ダムの各アバットメントの裏側にあり、おおむね峡谷の岩壁に沿っている。放水路入り口の構成は、古典的な側流型堰となっており、各放水路には長さ100フィート（約30メートル）、幅16フィート（約4.9メートル）の鋼製ドラムゲートを4基備えている。各ゲートは、500万ポンド（2,300トン）の重量があり、手動でも自動でも操作できる。ゲートは、貯水池の水位と洪水の状況に応じて上げ下げされる。このゲートは、水が放水路に流れ込むことを完全に阻止することはできないが、貯水池の水位を16フィート（約4.9メートル）上げることができる。
放水路に流れ込んだ水は、長さ600フィート（約180メートル）、幅50フィート（約15メートル）の放水路トンネルに激しく流れ込み、外側の付け替えトンネルに合流して、ダム下流で川の本流に戻る。この複雑な放水路入口の構成と、貯水池の最上部からダム下流の川までの約700フィート（約210メートル）に及ぶ落差から、工学的に難しい問題があり、いくつもの設計上の課題となっていた。各放水路の毎秒20万立方フィート（毎秒5,700立方メートル）の容量は、1941年に行われた建設後の試験で実験的に検証された。
この大規模な放水路トンネルはこれまで2回のみ実際に使われており、1回は1941年の試験で、もう1回は1983年の洪水のときである。どちらのときも、放水路使用後にトンネルを検査すると、コンクリートの覆工と背後の岩盤に大きな損傷が生じていた。1941年の際の損傷は、トンネルの覆工にわずかなずれがあり、高速で流れる流体の中で爆発的な力で蒸気の泡が潰れる現象であるキャビテーションを引き起こしたことが原因であるとされた。この調査結果に対応して、トンネルは特別なきわめて丈夫なコンクリートで補修され、コンクリートの表面は鏡のように滑らかに磨かれた。放水路は1947年にフリップバケットという設備を追加する改造を受け、1941年の損傷に寄与したと思われる条件を避ける試みとして、水の流れを遅くし放水路の実質的な容量を減らした。1983年の損傷もキャビテーションによるとされ、放水路に通気装置を導入することになった。グランドクーリーダムで行われた試験では、原理的にはこの技術はうまくいくと示している。

### 道路と観光

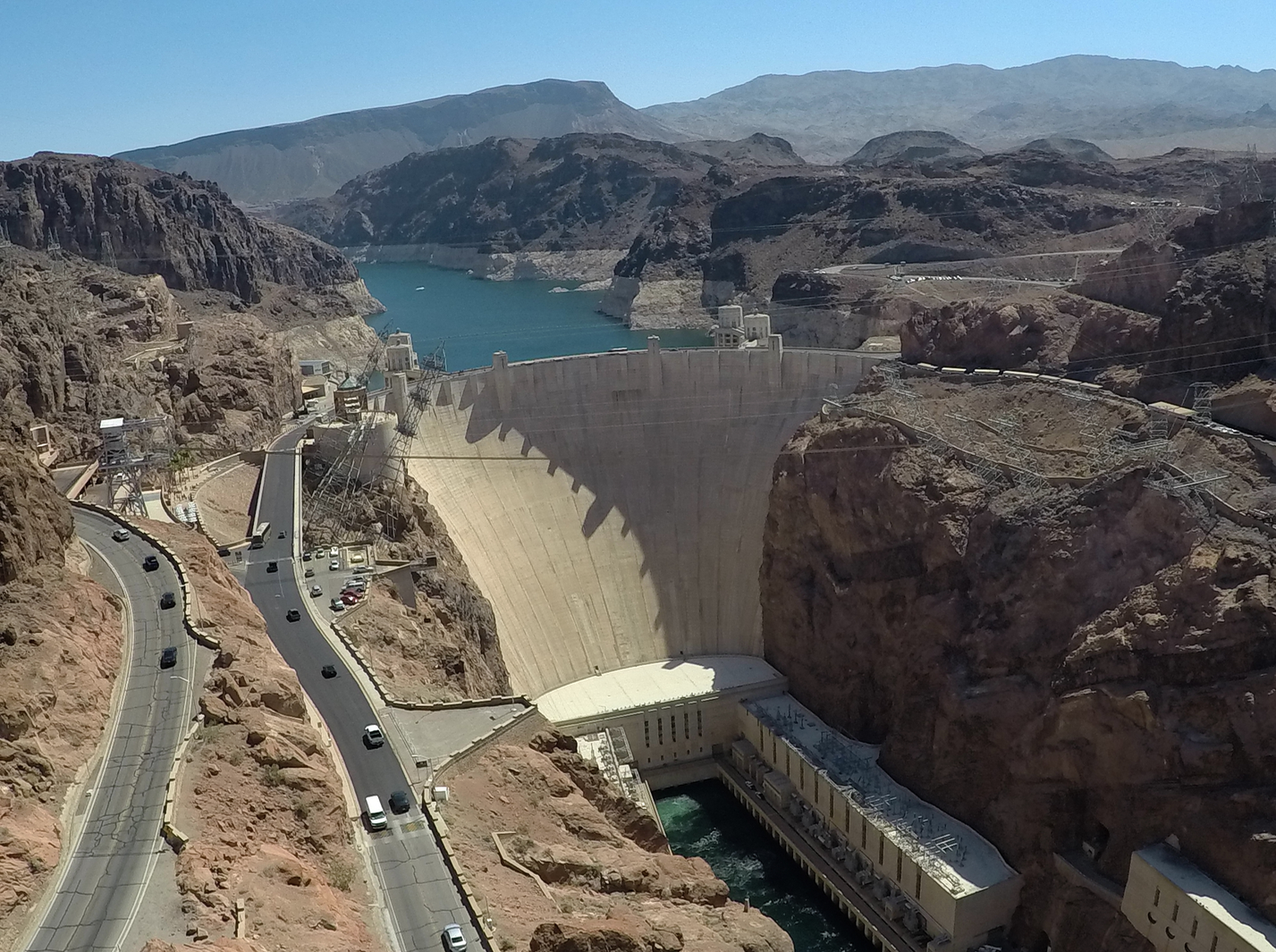
マイク・オキャラハン-パット・ティルマン記念橋から見たダムの眺め

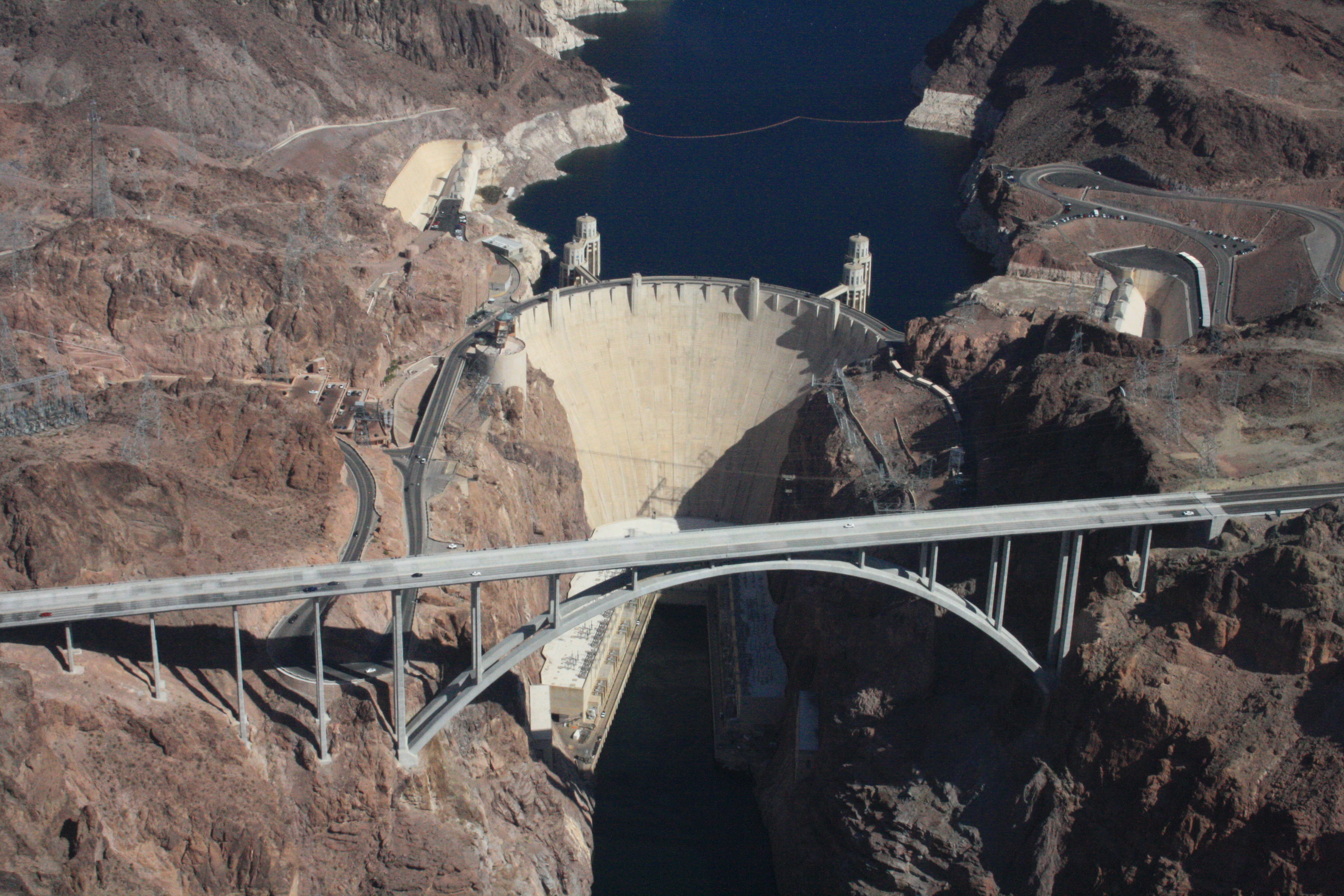
ダムの前を通過するバイパス

ダムの天端の上を自動車の通行できる2車線の道路が通っており、かつては国道93号線のコロラド川横断部として使われていた。アメリカ同時多発テロ事件をきっかけに、当局は安全上の懸念を表明し、フーバーダムバイパスプロジェクトを促進することになった。バイパスの完成までの間、フーバーダムの上を通過する交通は制限されていた。一部の車両はダムを渡る前に検査を受けることになり、セミトレーラー、荷物を搭載するバス、全長40フィート（約12メートル）以上の箱型トラックはダムの通過をまったく認められず、国道95号線またはネバダ州道163号線/68号線に迂回する必要があった。4車線のフーバーダムバイパスは2010年10月19日に開通した。バイパスには、ダムの下流1,500フィート（約460メートル）のところを通過する、アーチ支間323メートル、全長678メートルの鋼・コンクリートアーチ橋であるマイク・オキャラハン-パット・ティルマン記念橋を含んでいる。この橋は大林組およびピーエス三菱 USAの共同企業体により建設された北米最長のアーチ橋で、通称「コロラドリバー橋」と呼ばれる。バイパスの開通により、通過交通はフーバーダムの天端を通過することができなくなったが、ダムの訪問者は既存の道路を使ってネバダ州側からダムに近づき、アリゾナ州側にある駐車場やその他の施設を利用するためにダムを横断することが認められている。
フーバーダムは完成後、1937年に観光ツアーに対して開放されたが、1941年12月7日に日本が真珠湾攻撃を行った後、アメリカ合衆国が第二次世界大戦に突入した際に一般開放されなくなり、この期間中は車列を組んで特別に認可された車両のみが通過を認められていた。戦後、1945年9月2日に再開放され、1953年には年間来訪客が448,081人に増加した。ダムは1963年11月25日と1969年3月31日に、それぞれ大統領経験者のジョン・F・ケネディとドワイト・D・アイゼンハワーの追悼の日として閉鎖された。1995年に新しいビジターセンターが建設され、翌年訪問客数が初めて100万人を突破した。ダムは2001年9月11日に再び一般公開を取り止め、改良されたツアーが12月から再開され、新しい「発見のツアー」が翌年追加された。こんにち、1年あたりほぼ100万人の人々が開拓局の提供するダムツアーに参加している。政府が安全上の懸念を強めたため、訪問客はほとんどの内部の施設から排除された。この結果、トゥルーによる装飾のほとんどは、訪問客が見ることはできなくなった。訪問客は現地でのみチケットを買うことができ、施設全体または発電所のみのガイドツアーの選択肢がある。唯一のガイドなしのツアーの選択肢はビジターセンターに対するもので、ビジターセンターでは多くの展示を見ることができ、ダムの360度の景色を楽しむことができる。

## 環境への影響

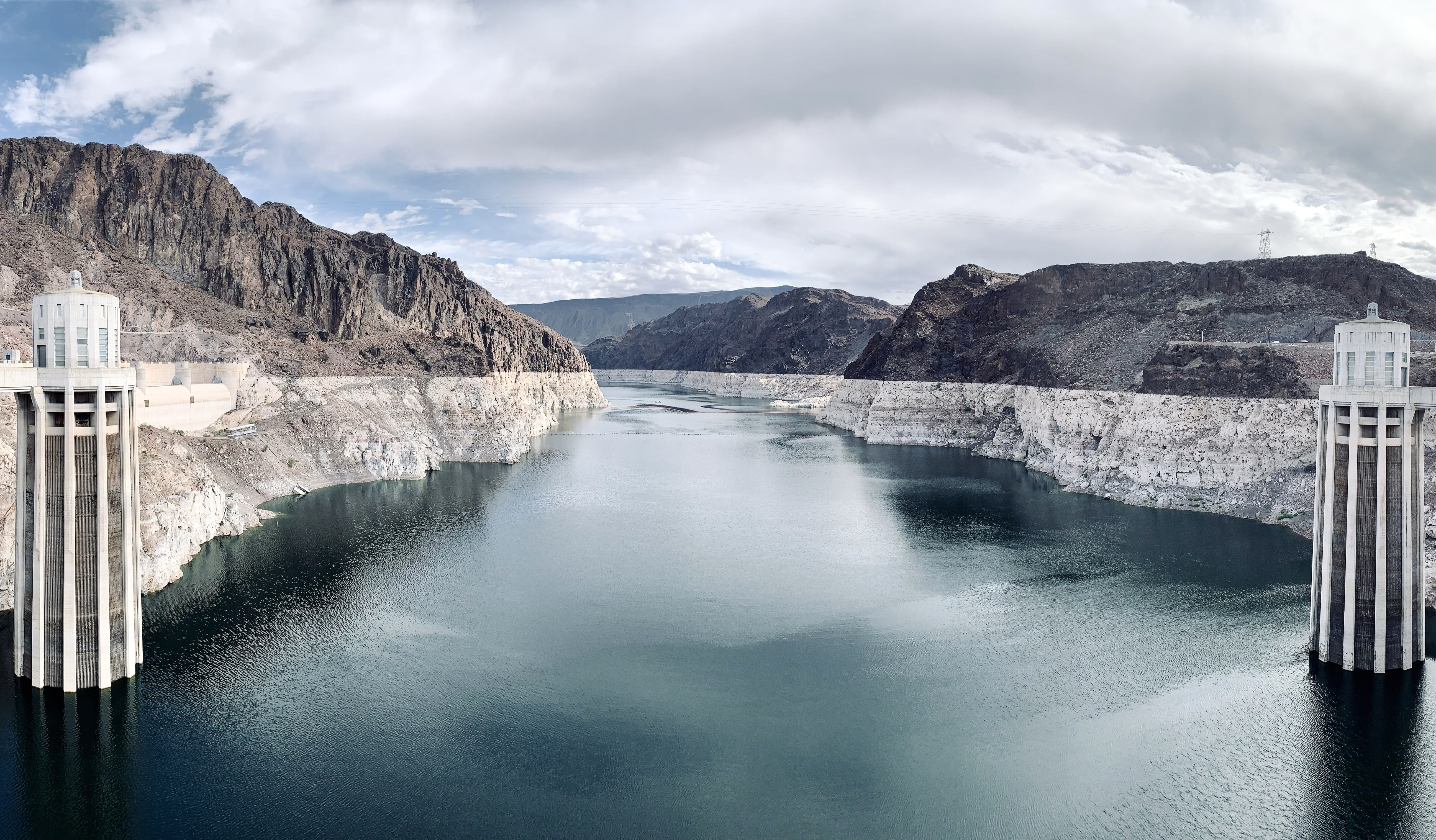
フーバーダムから上流方向を望む、2021年10月、北アメリカ南西部の大規模渇水時

フーバーダムの建設と運用によってもたらされた水流と水使用の変化は、コロラド川デルタに大きな影響をもたらした。ダムの建設は、この三角江の生態系の衰退をもたらすことに関与したとされている。ダム建設後の6年間、ミード湖に貯水が行われている間、河口には実質的にほとんど水が到達しなかった。かつては淡水と海水の混合ゾーンが河口から南へ40マイル（約64キロメートル）に渡って伸びていたとされるこのデルタの三角江は、湾外から海水が流入する逆エスチュアリー（inverse estuary）となり、河口により近いところの塩分濃度が高くなった。
コロラド川ではフーバーダム建設以前には天然の洪水が起きてきた。ダムは天然の洪水をなくし、洪水に適応してきた動物や植物など多くの種を脅かしている。ダムの建設により、ダムの下流の天然魚の生息数が酷く落ち込んだ。コロラド川原産の4種の魚類、Gila elegans（Bonytail chub）、Gila cypha（Humpback chub）、コロラドパイクミノー Ptychocheilus lucius（前記3種はいずれもコイ科ウグイ亜科）、Xyrauchen texanus（Razorback sucker; サッカー科）が絶滅危惧種に指定されている。

## 命名を巡る論争
1928年のダムを認可する法律を可決させるまでのロビイングの期間において、実際の提案されているダムサイトはブラック峡谷に移動していたにもかかわらず、メディアは一般的にこのダムをボールダーダムまたはボールダー峡谷ダムと呼んできた。1928年ボールダー峡谷プロジェクト法では、ダムに関する名前について何も触れていなかった。法律では単に政府が「コロラド川本流にブラック峡谷またはボールダー峡谷で、ダムと付随工作物を建設し、運営し、維持する」ことを認めただけであった。
内務長官のレイ・ウィルバーが、1930年9月17日にラスベガスとダムサイトを結ぶ鉄道の起工式で演説し、大統領にちなんでダムに命名する伝統に触れて、このダムをフーバーダムと名付けたが、これまで在任中にダムに命名された大統領はいなかった。ウィルバーは、フーバーが「ダムの建設を可能にするために、その先見の明と粘り強さが大きく貢献した偉大な技術者」であるとして、自身の命名を正当化した。ある著述家はこれに反応して「この偉大な技術者は、この国を素早く衰えさせ、見捨て、妨害した」と不満を述べた。
フーバーが1932年の選挙で敗北し、ルーズベルト政権が発足した後、内務長官のイケスは1933年5月13日に、ダムをボールダーダムと参照すべきと命じた。イケスは、在任中の大統領にちなんで命名するウィルバーは分別がなく、議会はその決定を一度も承認したことがなく、そしてこのダムは長くボールダーダムと呼ばれてきたのだと述べた。一般大衆には知らされなかったが、司法長官のホーマー・スティル・カミングスは、実のところダムの建設予算を承認する5本の法案で「フーバーダム」という名前を議会が使っていたとイケスに知らせていた。これによりフーバーダムという名称に公式の地位が与えられたことは、コロラド州選出の議員エドワード・テイラーにより1930年12月12日に下院の議場で言及されていたが、イケスは同様にこれを無視した。
イケスが1935年9月30日に開所式で演説した際に、彼が日記に記録しているように、彼は「ボールダーダムという名称を永遠に確固たるものにしようと」決心していた。演説のある部分では、彼はボールダーダムという名前を30秒間で5回発言した。さらに彼は、もしダムを誰かにちなんで命名するならば、ダムを承認する法律の主な推進者となったカリフォルニア州選出の上院議員ハイラム・ジョンソンにちなむべきであると示唆した。ルーズベルトもまたダムのことをボールダーダムと参照し、イケスがダムの名前を変更した頃に巨大な"HOOVER DAM"の表示をイケスが取り除こうと非効率的な取り組みをしている時事漫画を掲載したロサンゼルス・タイムズ（共和党支持の傾向がある）は、ルーズベルトがイケスを助けてダムの名前を取り除こうとするがより大きな成功を収めることはできなかったという内容で漫画を再掲載した。
その後は、ボールダーダムという名称は完全に定着することに失敗し、多くのアメリカ人は両方の名前を区別なく使用し、地図製作者もどちらの名前を表示するか分かれた。世界恐慌の記憶が薄れ、第二次世界大戦中とその後の良い働きでフーバーが自身の名誉をある程度回復した。1947年に上下両院は、ダムの名前をフーバーダムへと戻す法案を可決した。その時点で一般民間人となっていたイケスは、「フーバーが自身のまったく関係しなかったものの手柄を奪うような小さな男だったとは知らなかった」と述べて、この変更に反対した。

## 顕彰
フーバーダムは1984年に国定歴史的土木構造物に選定された。技術的な革新という件で、1981年にアメリカ合衆国国家歴史登録財に登録され、1985年にはアメリカ合衆国国定歴史建造物に指定された。